# 1990 OH4
1990 OH4 är en asteroid i huvudbältet som upptäcktes den 24 juli 1990 av den amerikanske astronomen Henry E. Holt vid Palomarobservatoriet.
Asteroiden har en diameter på ungefär 8 kilometer.